# 付集站
付集站是位于湖北荆门市东宝区的一个铁路车站，邮政编码434556。车站建于1970年，有焦柳铁路经过该站，现仅办理货运业务，不办理客运业务。车站距离月山站649公里，隶属武汉铁路局，是四等站，本站及相邻上下行区间均为电气化区段。